# Бозова къща
Бозовата къща е къща в Копривщица. Построена е за Павел Бозов през 1859 година. Стилът ѝ е характерен за симетричните възрожденски български къщи от това време – с дървен чардак и дърворезбовани тавани. Архитектурният ансамбъл около Калъчевия мост, наричан и моста на „Първата пушка“, е доминиран и завършен от Бозовата къща.
Бозовата къща се намира на улица „Михаил Цицелков“ № 1., но не е музей и не е отворена за посещение.
През 2024 година фасадите на сградата са ремонтирани без нормативно изискваното разрешение от Националния институт за недвижимо културно наследство.
- Улица „Първа пушка“ с Бозовата къща и Калъчевия мост